# Casato di Olivares

Scudo del Casato di Olivares.

Il casato di Olivares è stato una nobile casata spagnola che aveva avuto origine nel XVI secolo dalla corona di Castiglia e ramo cadetto del casato di Medina Sidonia.
Storicamente, la casata possedette le signorie di Olivares in provincia di Siviglia, di Heliche, di Albaida del Aljarafe, di Camas, di Castilleja de Guzmán, di Castilleja de la Cuesta, di Salteras e di Tomares.  Il membro più importante della casata fu Gaspar de Guzmán y Pimentel, conte-duca di Olivares, il favorito di Filippo IV di Spagna.

## Creazione del casato
Il capostipite del casato fu Pedro Pérez de Guzmán, figlio di Juan Alfonso Pérez de Guzmán, terzo duca di Medina Sidonia: questi venne creato nel 1539, dall'imperatore Carlo V (Carlo I di Spagna), primo conte di Olivares (in spagnolo conde de Olivares). Il titolo proveniva dalla municipalità di Olivares, in provincia di Siviglia, che già apparteneva a Pedro Pérez de Guzmán. 

## Conti di Olivares
- Pedro Pérez de Guzmán, primo conte di Olivares
- Enrique de Guzmán, secondo conte di Olivares (1540–1607)
- Gaspar de Guzmán y Pimentel, terzo conte di Olivares (1587–1645), divenuto poi il primo conte-duca di Olivares.

## Conti-duchi di Olivares

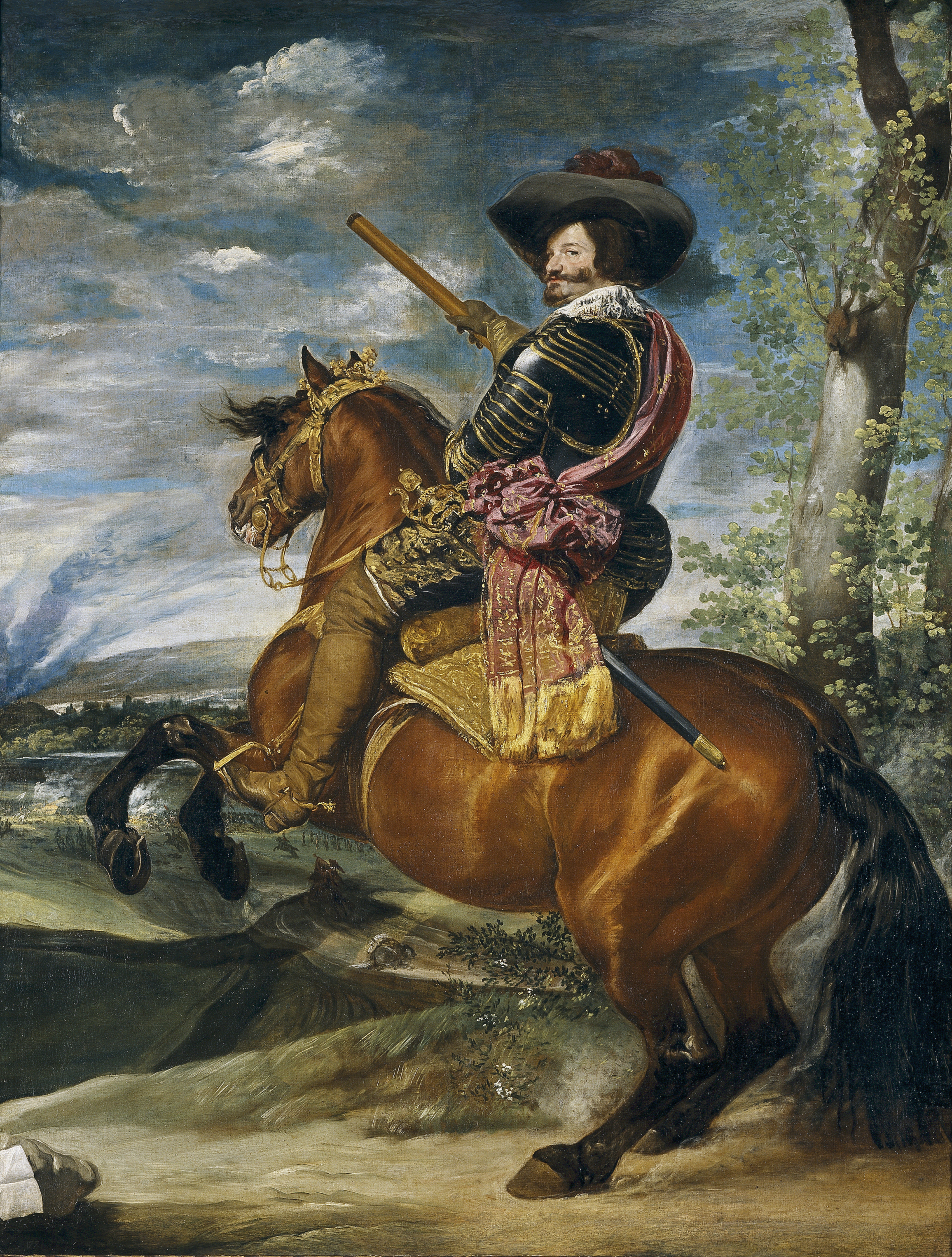
Gaspar de Guzmán, conte-duca di Olivares.

Nel 1625, Filippo IV di Spagna concesse al terzo conte di Olivares, Gaspar de Guzmán y Pimentel il ducato di Sanlúcar e questi assunse il titolo di conte-duca di Olivares (in spagnolo conde-duque de Olivares).
- Gaspar de Guzmán y Pimentel, primo conte-duca di Olivares (1587–1645)
- Enrique Felipe de Guzmán, secondo conte-duca di Olivares
- Gaspar Felipe de Guzmán, terzo marchese di Eliche
- Luis Méndez de Haro, sesto marchese di Carpio (1598–1661)
- Gaspar Méndez de Haro, settimo marchese di Carpio (1629–1687)
- Catalina Méndez de Haro, ottava marchesa di Carpio
- María Teresa Álvarez de Toledo, undicesima duchessa d'Alba
- Fernando de Silva, dodicesimo duca d'Alba (1714–1776)
- Maria Teresa Cayetana de Silva, tredicesima duchessa d'Alba (1762–1802)
- Carlos Miguel FitzJames Stuart, quattordicesimo duca d'Alba (1794–1835)
- Jacobo FitzJames Stuart, quindicesimo duca d'Alba
- Carlos FitzJames Stuart, sedicesimo duca d'Alba
- Jacobo FitzJames Stuart, diciassettesimo duca d'Alba (1878–1953)
- Cayetana Fitz-James Stuart, diciottesima duchessa d'Alba (n. 1926)
- Carlos Fitz-James Stuart y Martínez de Irujo, diciannovesimo duca d'Alba (n. 1948)

## Albero genealogico

### Conti di Olivares
1. Pedro Pérez de Guzmán y Zúñiga (1503-1569), I conte di Olivares, figlio di Juan Alfonso Pérez de Guzmán, III duca di Medina Sidonia e di Leonor de Zuniga y Guzman - sposò nel 1539  Francisca de Ribera Niño:
  1. Enrique de Guzmán (1540-1607), II conte di Olivares e Viceré di Napoli - sposò nel 1579 con Maria Pimentel de Fonseca y Zuniga (1549-1594):
    1. Jeronimo de Guzman y Pimentel
    2. Gaspar de Guzmán y Pimentel - discendenti vedi sotto:
    3. Francisca de Guzman y Pimentel - sposò Diego Lopez de Haro y Sotomayor, V marchese del Carpio (1590-1648): con discendenza;
    4. Inés de Guzman (?-1652) - sposò Alvaro Enriquez de Borja, VII marchese di Alcanices
    5. Léonor Maria de Guzman (?-1654) - sposò Manuel de Acevedo y Zuniga, VI conte di Monterrey

### Conte-duca di Olivares
1. Gaspar de Guzmán y Pimentel (1587-1645), primo conte-duca di Olivares - sposò Inés de Zúñiga y Velasco (1584-1647):
  1. Alonso de Guzman y Zuniga
  2. Maria de Guzman y Zuniga (1609-1626) - sposò Ramiro Felipe Núñez de Guzmán (1612-1668), duca di Medina de las Torres, e morta di parto
  3. Inès
  4. (legittimato nel 1641) Enrique Felipe de Guzman - sposò Juana de Velasco y Tovar:
    1. Gaspar de Guzmán y Fernández de Velasco (1646-1648)

#### Marchese di Carpio
1. Luis Méndez de Haro y Guzmán (1598-1661), figlio di Francisca de Guzman y Pimentel - II conte-duca di Olivares - sposò nel 1625, Catalina Fernandez de Cordoba y Aragon (1610-1647):
  1. Gaspar Méndez de Haro (1629-1687), VII marchese di Carpio e Viceré di Napoli - sposò Antonia de la Cerda Enriquez de Ribera y Portocarrero (?-1670); sposò nel 1671 Teresa Enriquez de Cabrera (?-1716)
    1. Catalina Méndez de Haro Guzman (1672-1733), VIII marchesa di Carpio, V duchessa di Olivares - sposò Francisco Álvarez de Toledo y Silva, X duca di Alba (1662-1739):
      1. María Teresa Álvarez de Toledo y Haro (1691-1755) - discendenti vedi sotto

  2. Juan Domingo Méndez de Haro (1640-1716) - sposò nel 1657 Inés Francisca de Zuniga y Fonseca, VI contessa di Monterrey;
  3. Francisco Manuel Méndez de Haro (1647-1653)
  4. Antonia Méndez de Haro -  sposò Gaspar Juan Pérez de Guzmán, X duca di Medina Sidonia.
  5. Manuela Méndez de Haro - sposò Gaspar Vigil de Quiñones Alonso Pimentel y Benavides, X conte di Luna.
  6. María Fernández-Méndez (1644-1693) - sposò Gregorio de Silva y Mendoza, V duca Pastrana.

#### Duca d'Alba
1. Maria Teresa Alvarez de Toledo y Haro (1691-1755), XI duchessa di Alba de Torres - sposò nel 1712 Manuel Maria José de Silva-Mendoza y Haro, X conte di Galve:
  1. Fernando de Silva y Alvarez de Toledo, XII duca d'Alba (1714-1776) - sposò María Bernarda Álvarez de Toledo y Portugal (1710-1738)
    1. Francisco de Paula de Silva y Álvarez de Toledo, X duca di Huéscar, (1733-1770) 
      1. María Teresa de Silva Álvarez de Toledo, XIII duchessa di Alba

  2. Maria Teresa de Silva y Alvarez de Toledo (1718-1790) - sposò nel 1738 James FitzJames, III duca di Berwick (1718-1785):
    1. Carlos FitzJames Stuart, IV duca di Berwick (1752-1787) - sposò nel 1771 Carolina di Stolberg-Gedern (1755-1828):
      1. Jacobo FitzJames Stuart, V duca di Berwick (1773-1794) - sposò nel 1790 Maria Teresa de Silva-Fernandez de Hijar y de Palafox (1772-1818):
        1. Jacobo José FitzJames Stuart y Silva (1792-1795)
        2. Carlos Miguel FitzJames Stuart, XIV duca d'Alba (1794-1835) - sposò nel 1819 Rosalia Ventimiglia di Grammonte y Moncada (1798-1868):
          1. Jacobo FitzJames Stuart, XV duca d'Alba (1821-1881) - sposò nel 1844 María Francisca de Sales de Portocarrero (1825-1860):
            1. Carlos FitzJames Stuart, XVI duca d'Alba (1849-1901) - sposò nel 1877 Maria del Rosario Falco y Osorio, XII contessa di Siruela (1854-1904):
              1. Jacobo FitzJames Stuart, XVII duca d'Alba (1878-1953) - sposò nel 1920 Maria del Rosario de Silva y Gurtubay, X marchesa di San Vicente del Barco (1900-1934).:
                1. Cayetana Fitz-James Stuart y de Silva (1926-2014), XVIII duchessa d'Alba - sposò nel 1947 Luis Martinez de Irujo y Artazcoz (1919-1972); sposò nel 1978 Jesus Aguirre y Ortiz de Zarate (1934-2001); sposò nel 2001 Alfonso Diez Carabantes (1950-):
                  1. Carlos FitzJames-Stuart y Martinez de Irujo (1948-), XIX duca d'Alba - sposò nel 1988 Matilde de Solis-Beaumont y Martinez de Campos, che fu dichiarato nullo nel 2004:
                    1. Fernando Juan FitzJames-Stuart y Solis, XVII duca di Huéscar (1990-), che ha sposato nel 2018 Sofia Palazuelo Barroso (1992):
                      1. Rosario FitzJames-Stuart y Palazuelo (2020-)
                      2. Sofia FitzJames-Stuart y Palazuelo (2023-)

                    2. Carlos FitzJames-Stuart y Solis, XXII conte di Osorno (1991-), che ha sposato nel 2021 Belén Corsini de Lacallle (1989-)

                  2. Alfonso Martinez de Irujo y FitzJames-Stuart (1950-), XIX duca di Hijar ha sposato nel 1977 Maria de la Santisima Trinidad de Hohenlohe-Langenburg (1957-), divorziando nel 1987:
                    1. Luis Martinez de Irujo y Hohenlohe-Langenburg, XIX duca di Aliaga (1978-) - ha sposato nel 2016 Adriana Martin Huarte
                      1. Mencia Martinez de Irujo y Martin (2018-)

                    2. Javier Martinez de Irujo y Hohenlohe-Langenburg, XX marchese di Almenara (1981-) - sposò nel 2008 Inés Domecq y Fernandez-Govantes (1983-)
                      1. Sol Martínez de Irujo y Domecq (2011-).
                      2. Alfonso Martínez de Irujo y Domecq (2013-)

                  3. Jacobo FitzJames-Stuart y Martinez de Irujo (1954-), XXIV conte di Siruela - sposò nel 1980 María Eugenia Fernández de Castro y Fernández-Shaw, divorziando nel 1998; ha sposato nel 2004 Inka Marti (1964-)
                    1. Jacobo FitzJames-Stuart de Castro (1981-)
                    2. Brianda FitzJames-Stuart de Castro (1984-), che ha avuto un figlio con Francisco Javier Lozano Oroz:
                      1. un figlio (2022-)

                  4. Fernando Martinez de Irujo y FitzJames-Stuart (1959-), XII marchese di San Vicente del Barco
                  5. Cayetano Martinez de Irujo y FitzJames-Stuart (1963-), IV duca di Arjona - ha sposato nel 2005 Genoveva Casanova Gonzalez-Reinmann (1976-), divorziando nel 2008:
                    1. Luis Martinez de Irujo y Casanova (2001-)
                    2. Amina Martinez de Irujo y Casanova (2001-)

                  6. Eugenia Martinez de Irujo y FitzJames-Stuart (1968-), XIII duchessa di Montoro - sposò nel 1998 Francisco Rivera Ordonez (1974-), divorziando nel 2002; ha sposato nel 2018 Narcis Rebollo Melcio
                    1. (I) Cayetana Rivera y Martínez de Irujo (1999-).

            2. Eugenia Sol Maria del Pilar FitzJames-Stuart y Falco (1880-1962), contessa di Teba e de Banos - sposò Juan Manuel Mitjans y Manzanedo, II duca di Santona e III marchese di Manzanedo (1865-1929): con discendenza;
            3. Hernando Carlos Maria Teresa FitzJames-Stuart y Falco, XIV duca di Penaranda de Duero (1882-1936) - sposò nel 1920 Maria del Carmen de Saavedra y Collado, XIII marchesa di Villaviciosa (1899-1967)
              1. Fernando Alfonso Fitz-James Stuart y Saavedra, XVI duca di Peñaranda de Duero (1922-1970) - sposò Isabel Gomez Ruiz (1923-1990)
                1. Jacobo Hernando FitzJames-Stuart y Gomez (1947-), XVIII duca di Penaranda de Duero - ha sposato Marta Gómez-Acebo Calonje
                  1. Luis Esteban Fitz-James Stuart y Gómez, XIV marchese di Valderrábano

            4. Maria de la Asuncion FitzJames-Stuart y Portocarrero, III duchessa di Galisteo (1851-1927) - sposò José Mesia Pando, sindaco di Madrid e OV duca di Tamames (1853-1917): con discendenza;
            5. Maria Luisa FitzJames-Stuart y Portocarrero, XIX duchessa di Montoro (1853-1876) - sposò Luis Fernandez de Cordoba y Perez de Barradas, XVI duca di Medinaceli (1851-1879)

          2. Enrique FitzJames-Stuart y Ventimiglia, conte di Galve (1826-1882) - sposò nel 1871 Adelaida Ivanovna Basilevskaya
          3. Luis Fernando FitzJames-Stuart y Ventimiglia

      2. Maria Francisca Fernanda (1775-1852)

  3. Mariana de Silva y Alvarez de Toledo - sposò nel 1743 Pedro de Alcantara Alonso de Guzman, XIV duca di Medina Sidonia (1724-1779)